# 唐壪山崖墓群
唐壪山崖墓位於四川省鄰水縣高灘鎮（七孔鄉）棉花村4組唐壪山東側岩壁10米，共14座。該墓坐東向西，依山勢呈三層一字形排列，墓室由北向南排列，分別編號為M1-M14，延綿100米。崖墓由墓門、南道及墓室組成，墓門不規則長方形，墓室呈不規則方形，平、拱頂各異，唐壪山崖墓群是漢代遺留下來的珍貴歷史文化遺產，具有較高的歷史價值，對於研究當時的歷史史事具有重要意義。1988年9月10日，鄰水縣人民政府將其公布為第一批縣級文物保護單位。